# Kama (hinduizm)
Kama (sanskr. भगवद्गीता Kāma, pożądanie) - jeden z klasycznych, hinduistycznych celów życia (triwarga), oznacza zewnętrzne bodźce zmysłów i zanieczyszczenie zmysłowymi bodźcami w umyśle.
Kāma jest postrzegana też, jako jeden z czterech stadiów życia człowieka. Jest najniższym szczeblem w drabinie celów, ponieważ nawet zwierzęta pragną fizycznych przyjemności. Innymi dwoma puruszarthami są dharma i moksza.
Kama to cecha charakterystyczna "naszej" sfery wszechświata - Kamaloki (pozostałe to Rupaloka i Arupaloka). Kama określa pożądanie obiektów zadowolenia zmysłowego i radości z tych rzeczy. Wyróżnia się pięć rodzajów pożądania zmysłowego: pożądanie formy, dźwięku, zapachu, smaku i ciała.
Jako pożądanie o charakterze niepłciowym, to dążenie do czynienia dobra. Pragnienie, które stanowi tajemnicę bytu i stworzenia świata. Jest oznaką świadomości siebie i bodźcem postępu, który został odniesiony do rangi  boga miłości Kama-dewa, podobnie jak Eros na Zachodzie.